# Hertogin Hedwigepolder
De Hertogin Hedwigepolder was tussen 1907 en 2022 een ingepolderd deel van het Verdronken Land van Saeftinghe, een natuurgebied in Zeeuws-Vlaanderen, Nederland. Een klein gedeelte van de polder ligt op Belgisch grondgebied.
In 2005 werd besloten om de Hedwigepolder te ontpolderen om de natuurkwaliteit in de Westerschelde te herstellen. Dit besluit was emotioneel beladen in de Zeeuwse en Nederlandse politiek, waardoor het vertraging opliep. In oktober 2022 is een begin gemaakt met de ontpoldering.

## Naam
De polder is genoemd naar Hedwige de Ligne (1877-1938), Hertogin van Arenberg. De oppervlakte van het Nederlandse deel bedroeg 2,99 km². De straten in de polder droegen de namen van de hertog en hertogin en hun drie kinderen (Engelbert, Erik en Lydia).

## Geschiedenis
Het gebied was al voor de Tachtigjarige Oorlog bedijkt. Tijdens deze oorlog staken Nederlandse soldaten in 1584 om strategische redenen (inundatie) de laatste intact gebleven dijken door, waarna Saeftinghe onder water verdween. In de 17e eeuw werd opnieuw begonnen met het bedijken, en in 1907 was de Hertogin Hedwigepolder het laatste op de zee veroverde gebied in de oosthoek van Zeeuws-Vlaanderen. 
De polder ligt naast de Prosperpolder die voor de helft Nederlands en voor de andere helft Belgisch is. Aan de oostzijde van de polder was een getijhaventje dat echter slechts korte tijd in gebruik was.

## Ontpolderen

### Verdrag (2005)

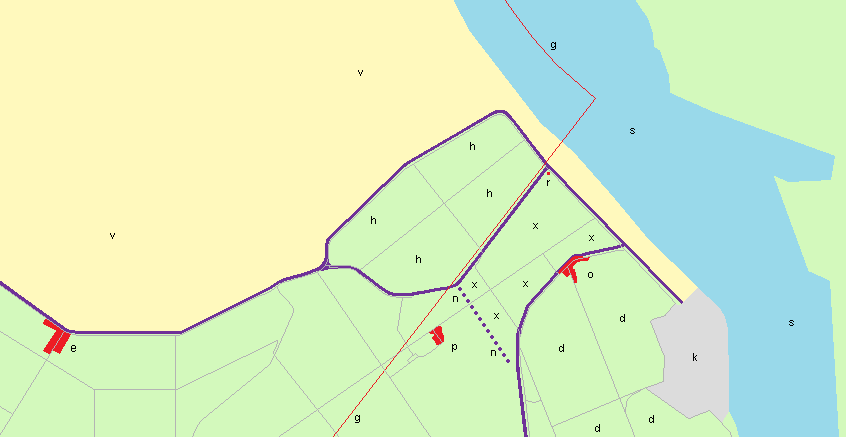
De Hertogin Hedwigepolder (h), omgeven door het Verdronken Land van Saeftinghe (v), de Schelde (s), en de Prosperpolder (het aangrenzende groene gebied). Ook een deel (x) van de Prosperpolder wil men ontpolderen en een nieuwe dijk (n) moet de rest van de Prosperpolder beschermen.

In 2005 sloten Nederland en België vier "Scheldeverdragen", waarin onder meer afgesproken werd dat de Westerschelde uitgediept zou worden om de haven van Antwerpen bereikbaar te houden. Ook werd afgesproken om zeshonderd hectare buitendijkse natuur te creëren. Dit was noodzakelijk omdat de natuur in de Westerschelde in de voorgaande decennia achteruit was gegaan, waardoor men niet meer voldeed aan de Europese Vogel- en Habitatrichtlijn. Binnen Nederland werd daarom gekeken naar de ontpoldering van Hedwigepolder. In Vlaanderen, waar men werkte aan het Sigmaplan, keek men naar het ontpolderen van deel van de Prosperpolder. Eind 2007 zouden de werkzaamheden voor de ontpoldering van de Hedwigepolder van start moeten zijn gegaan.

### Verzet
Het plan om de Hedwigepolder te ontpolderen leidde tot verzet binnen de Provinciale Staten van Zeeland en binnen de Tweede Kamer. Ook weigerde de Belgische grootgrondbezitter Gery de Cloedt zijn grond in de Hedwigepolder te verkopen, waardoor de ontpoldering vastliep. Minister van Landbouw en Natuur Gerda Verburg kondigde in het voorjaar van 2007 over te gaan tot onteigening, ondanks een in 2006 aangenomen Tweede Kamermotie die zich uitsprak tegen onvrijwillige grondonteigening.
Toen in 2008 ook de Eerste Kamer zich verzette tegen de plannen, kondigde Verburg aan op zoek te gaan naar alternatieven, in een groter gebied dan waar tot dan toe gezocht was. De Commissie Natuurherstel Westerschelde deed vervolgens onder leiding van oud-minister Ed Nijpels onderzoek naar de alternatieven. De commissie concludeerde dat het oorspronkelijke plan van ontpoldering van de Hedwigepolder het beste was, omdat de alternatieven duurder en ingewikkelder waren, of te ver weg waren om bij te dragen aan de natuur rond de Westerschelde. Daarnaast gaf Vlaanderen aan alleen te betalen voor de ontpoldering van de Hedwigepolder, zoals afgesproken in de verdragen, en niet voor (duurdere) alternatieven.
In april 2009 besloot de Nederlandse ministerraad om toch af te zien van ontpoldering, vanwege de weerstand in Zeeland en beide Kamers. In plaats daarvan werd een plan van Zeeuwse waterschappen overgenomen waarin buitendijkse schorren aangelegd moeten worden. De commissie onder leiding van Nijpels had dit alternatief ook onderzocht, maar geconcludeerd dat daarmee de natuurdoelen niet gehaald zouden worden.
In juli 2009 had de Europese Commissie middels een brief aan het kabinet zich zeer kritisch geuit op het voornemen de Hedwigepolder niet te ontpolderen, omdat de Commissie eraan twijfelde of hiermee voldaan werd aan het verplichte natuurherstel. Diezelfde maand deed de Afdeling bestuursrechtspraak van de Raad van State ook uitspraak in een zaak aangespannen door de Zeeuwse Milieufederatie. De Zeeuwse Milieufederatie had de zaak aangespannen uit onvrede over het besluit om de Hedwigepolder niet te ontpolderen en betoogde dat de verdieping van de Schelde de natuur zou aantasten. De Raad van State oordeelde in een voorlopige uitspraak dat het onzeker was of de "natuurlijke kenmerken van het gebied" niet zouden worden aangetast. De Raad van State verbood daarom tijdelijk het verdiepen. Het stilleggen leidde tot verontwaardiging bij de Vlaamse overheid en tot een conflict tussen beide landen, omdat volgens hen de ontpoldering de uitspraak had kunnen voorkomen.
In oktober 2009 werd in een onderzoek door een consortium van onder meer Grontmij opnieuw bevestigd dat er geen reëel alternatief was voor ontpolderen. Bij verdrag was vastgelegd dat de werkzaamheden eind 2009 klaar moesten zijn, en de Antwerpse haven kondigde aan een schadeclaim te overwegen (geschatte jaarlijkse schade € 70 miljoen) als dit niet nagekomen zou worden. Op 9 oktober 2009 besloot het kabinet om alsnog over te gaan te ontpolderen. In januari 2010 oordeelde de Raad van State dat de Schelde uitgediept mocht worden, in tegenstelling tot de voorlopige uitspraak. Dit omdat de gevolgen voor de natuur niet zó onzeker waren.

### Kabinet-Rutte I
In het regeerakkoord van kabinet-Rutte I, dat was opgesteld tijdens de kabinetsformatie in 2010, stond dat er opnieuw gekeken werd naar alternatieven voor ontpoldering van de Hedwigepolder, in overleg met Vlaanderen. Onder meer Zeeuws Statenlid voor de Partij voor Zeeland Johan Robesin had hierop aangedrongen. Op 16 juni 2011 werd bekendgemaakt dat het kabinet als alternatief de Welzingepolder en Schorerpolder, nabij Vlissingen, wilde ontpolderen. Dit kwam op kritiek te staan van onder meer de Vogelbescherming, Vlaanderen en de Europese Commissie.

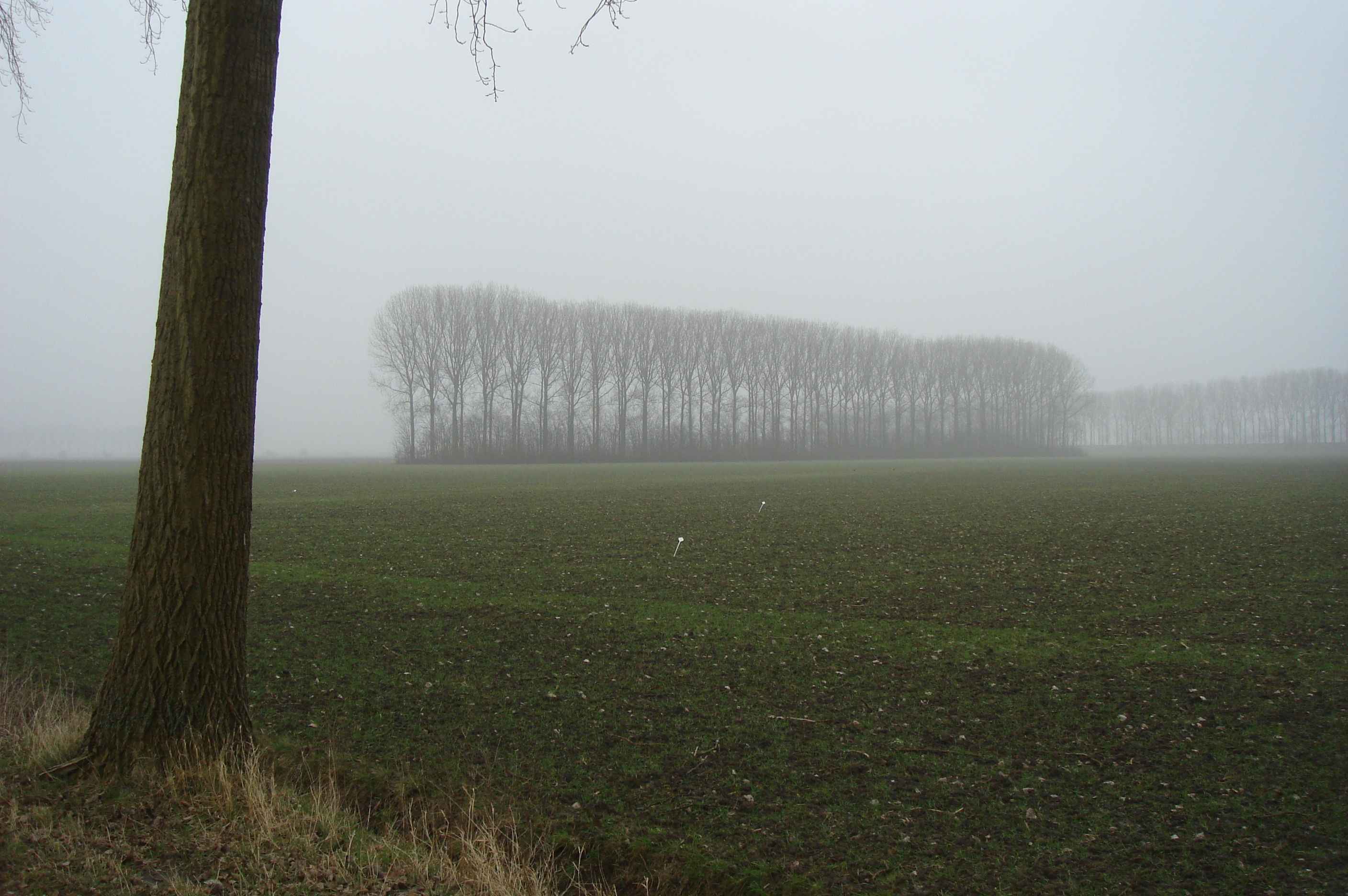
De Hertogin Hedwigepolder in 2012

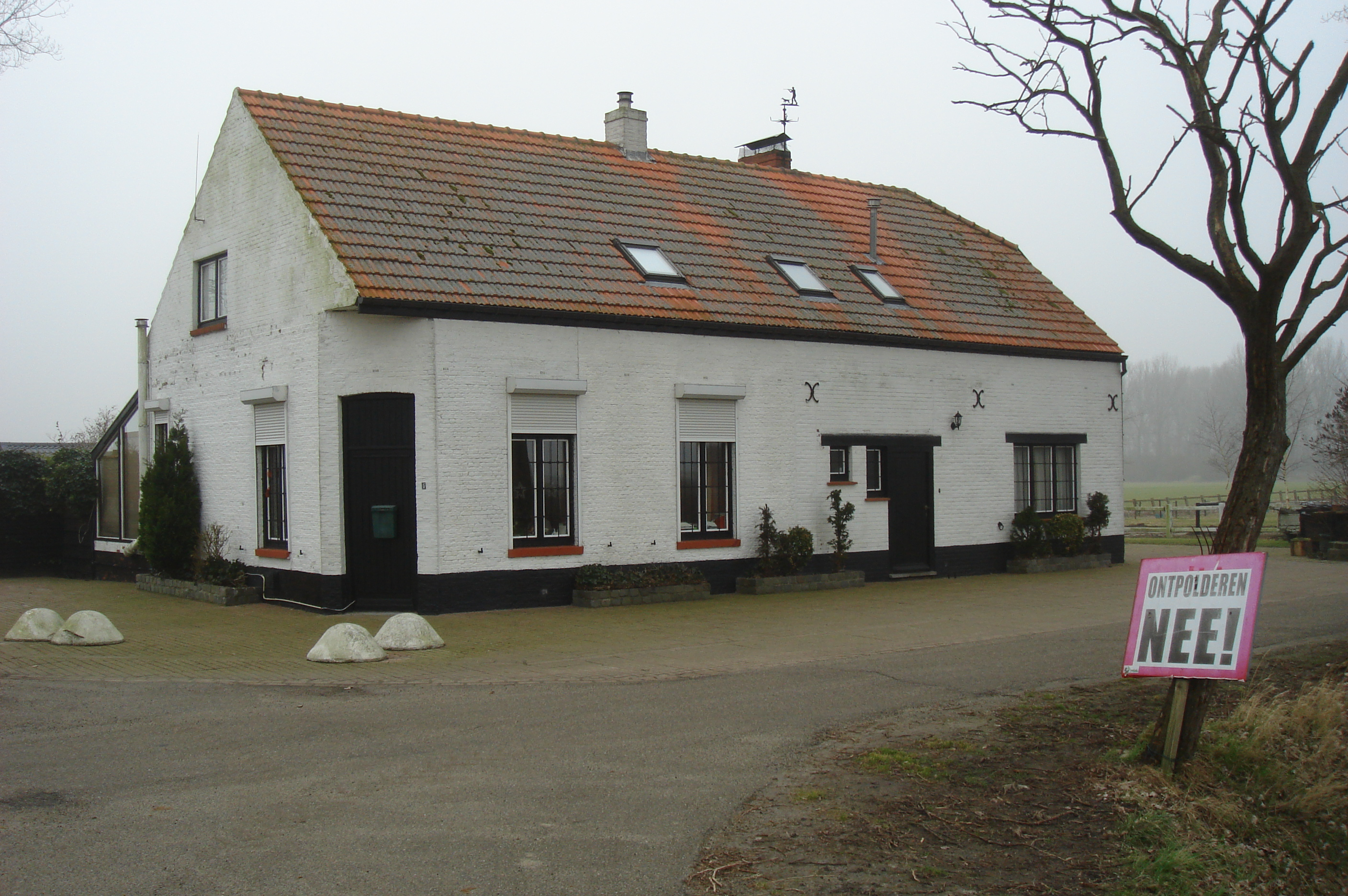
Het anno 2012 enige nog bewoonde huis in de Hertogin Hedwigepolder

De Europese Commissie bleef zich verzetten tegen de plannen van staatssecretaris Henk Bleker. Onder druk van de Commissie besloot het kabinet in april 2012 om, naast de twee alternatieve polders, ook een derde van de Hedwigepolder onder water te zetten. Gedoogpartner PVV keerde zich een dag later echter tegen het plan. De PVV zou het plan alleen steunen als Zeeland in referendum zou instemmen, maar het plan voor een referendum werd verworpen in de Provinciale Staten. Hierdoor was er in mei 2012 geen meerderheid voor het plan.
Omdat het kabinet inmiddels demissionair was, werd het besluit overgelaten aan het volgende kabinet. De Vlaamse regering besloot daarom een geschillenprocedure te starten tegen Nederland. Ook de Europese Commissie startte een juridische procedure.

### Kabinet-Rutte II
Op 29 oktober 2012 maakten VVD en PvdA bekend dat ze in de kabinetsformatie 2012 hadden afgesproken dat de Hedwigepolder toch onder water gezet zal worden. Tegenstanders van de ontpoldering dienden bezwaren in, maar deze werden op 12 november 2014 verworpen door de Raad van State. De Vlaamse regering trok vervolgens de geschillenprocedure uit 2012 in 2015 in.

### Onteigening
De Vlaamse overheid had het Vlaamse deel van de polder reeds onteigend. Grootgrondbezitter De Cloedt bleef zich echter verzetten tegen de onteigening. In juni 2016 werd zijn bezwaar bij de rechtbank afgewezen. In januari 2018 werd dit door de Hoge Raad der Nederlanden definitief in stand gehouden, waardoor onteigend kon worden.
In april 2021 werd duidelijk dat de Westerschelde vervuild was met PFAS. De PFAS was afkomstig van een fabriek van 3M in het Belgische Zwijndrecht. Voor De Cloedt was dit aanleiding om herzieningsverzoeken in te dienen in oktober 2021 bij de Raad van State, om zowel de ontpoldering te stoppen als de onteigening ongedaan te maken. Ook de Tweede Kamer vroeg om uitstel om de gevolgen van PFAS op de natuur te onderzoeken. Op basis van elf onderzoeken concludeerde minister Christianne van der Wal dat de werkzaamheden konden worden hervat. Ook de Raad van State concludeerde in twee zaken dat eerdere besluiten niet herzien hoefden te worden.

### Werkzaamheden
Aan Vlaamse zijde van de polder was men al begonnen met de voorbereidingen. Na de uitspraak in 2018 werden ook in Nederland voorbereidingen getroffen, zoals het slopen van de huizen en rooien van bomen. In 2020 begon men met het grondwerk.
Het naderende ontpolderen bood een unieke kans voor een aantal experimenten. Zo onderzocht Rijkswaterstaat hoeveel extreme krachten een dijk aankan. Ook de Koninklijke Landmacht testte of drijvende pontons tijdens een crisissituatie een gat in een dijk kunnen dichten en experimenteerde met mobiele waterkeringen.
Op 25 oktober 2022 liep het eerste water de polder in. Hiertoe waren de omsluitende dijken reeds eerder verlaagd. Het water stroomde, bepaald door getij en het weer, via een kreek naar binnen.

## Documentaires
De documentaire Onder de oppervlakte uit 2015 over de Westerschelde en de Hedwigepolder van de Zeeuwse filmmaakster Digna Sinke ontving in 2016 een nominatie voor een Gouden Kalf in de categorie lange documentaire.

## Boeken
Oud-journalist en oud-Statenlid Johan Robesin uit Terneuzen schreef het in 2017 uitgekomen boek Staart van de Walvis over de jarenlange politieke machinaties omtrent de Hedwigepolder. De ondertitel luidt: over het gesol met de Hedwigepolder. Eigenaar De Cloedt van de polder zond het boek toe aan alle leden van de Tweede Kamer. Ook in het boek Dit is mijn hof van de Belgische schrijver Chris De Stoop wordt verwezen naar de ontpoldering van de Hedwigepolder en de Prosperpolder.